# Sparkling
Sparkling ist eine deutsche Musikgruppe aus Köln. Der Musikexpress bezeichnete den Musikstil der Band als „Elektro-Post-Punk-Pop“, als einen Hybrid aus Rock und Dance. Die Einflüsse kommen aus dem französischen Elektro, englischem Post-Punk und dem deutschen Krautrock. Die Band singt multilinguale Texte aus Deutsch, Englisch und Französisch.

## Geschichte
Das Trio gründete sich 2013 aus den Brüdern Levin und Leon Krasel sowie deren gemeinsamen Freund Luca Schüten. Am 23. September 2016 veröffentlichte die Band ihre erste EP This Is Not the Paradise They Told Us We Would Live In in Zusammenarbeit mit dem Berliner Produzenten Moses Schneider. Gefolgt von einer Release-Tour durch Europa bewirkte die EP erstes internationales Interesse – der Musikexpress betitelte das Trio sogleich als „The Next Big Ding“. 2017 spielten Sparkling eine Vielzahl von Musikfestivals in Deutschland wie das MS Dockville, das Modular Festival oder die c/o pop, ging auf Doppel-Tour mit der französischen Band MNNQNS und tourte im Herbst 2017 durch Frankreich, bevor sich die Band anschließend auf die Arbeit an ihrem Debüt-Album konzentrierte, welches am 23. August 2019 unter dem Titel I Want to See Everything über Vitamin A Records erschien.
Aufgenommen wurde das multilinguale Album I Want to See Everything im Jahr 2018 in Co-Produktion mit dem Produzenten Andy Ramsay, Schlagzeuger von Stereolab, in den Press Play Studios in London. Die ersten drei Single-Auskopplungen zum Album, The Same Again (Januar 2019), Champagne (April 2019) und We Don’t Want It (Juli 2019), welcher über den Sampler des Pariser Label Kitsuné Musique veröffentlicht wurde, wurden von Jack Saunders (BBC Radio 1), Annie Mac (BBC 6 Music), Steve Lamacq (BBC 6 Music) oder Matt Wilkinson (Beats 1) begeistert ihrem Publikum vorgestellt. In Deutschland kürte das ZEITmagazin die Band im März zur „Entdeckung der Woche“.
Seit Veröffentlichung des Debüt-Albums in August 2019 stieg das mediale Interesse an der jungen Band aus Köln immer weiter an. Als eine von wenigen deutschen Bands spielten Sparkling auf ihrer nachfolgenden zweimonatigen Release-Tour durch Europa eine Radio-Session für BBC Radio 1 in den legendären Maida Vale Studios in London. Das Album wurde auf BBC Radio 1 zum „Album for the Weekend“ gekürt, vom französischen Radiosender EURadio zum „European Album of the Week“. Die Single-Auskopplungen des Albums gelangten auf höchste Rotation bei BBC 6 Music (UK), DLF Nova (DE), BR Puls (DE), FM4 (AUS) uvm. Das Album wurde zudem in unzähligen Magazinen und Blogs besprochen, u. a. dem Musikexpress, dem Rolling Stone Magazin, TAZ, Kölner Stadtanzeiger, Diffus Magazin, Magic Magazin (FR), Abus Dangereuse (FR) oder dem New Noise Magazin (FR). Außerdem trat die Band zweimal als Gast im Rahmen der TEDx Konferenz in München auf.
Anfang 2020 remixte das Electro-House-Duo Digitalism den Song We Don't Want It, Felix Martin von Hot Chip den Song I Want to See Everything und Hiro Ama von Teleman den Song Alive. Sparkling wurde außerdem zu renommierten Showcase-Festivals wie dem amerikanischen SXSW oder dem britischen The Great Escape eingeladen. Außerdem wurde die Band 2020 und 2021 für den PopNRW-Preis in der Kategorie Outstanding Artist nominiert.
Am 11. März 2022 erschien die EP This Is My Life / Das ist mein Leben / C'est Ma Vie über das britische Label Moshi Moshi Records.
Die Bandmitglieder leben im rechtsrheinischen Kölner Stadtteil Kalk.

## Diskografie
- 2016: This Is Not the Paradise They Told Us We Would Live In (EP)
- 2019: I Want to See Everything (LP)
- 2022: This Is My Life / Das ist mein Leben / C'est Ma Vie (EP)